# Hespérie de la houque
Pour les articles homonymes, voir Bande noire.
Thymelicus sylvestris
Espèce
L’Hespérie de la houque, Bande noire ou Thaumas (Thymelicus sylvestris) est une espèce de lépidoptères (papillons) de la famille des Hesperiidae, de la sous-famille des Hesperiinae et du genre Thymelicus.

## Dénomination
Thymelicus  sylvestris a été décrit par Nicolaus Poda von Neuhaus en 1761 sous le nom de Papilio sylvestris.
Synonymes : Papilio flavus Brünnich, 1763; Papilio thaumas Hufnagel, 1766; Thymelicus flavus Brunnich, 1763 .

### Noms vernaculaires
L'Hespérie de la houque ou Bande noire ou Thaumas se nomme en anglais Small Skipper, en allemand Braunkolbiger Braun-Dickkopffalter, en espagnol Dorada linea larga et en Turc Sarı antenli zıpzıp,,.

### Sous-espèces
- Thymelicus sylvestris iberica (Tutt, 1905) présent en Algérie et au Maroc.
- Thymelicus sylvestris syriaca présent en Grèce[1].

## Description
Comme tous les Hesperiidae, l'Hespérie de la Houque porte ses ailes antérieures partiellement redressées quand il est posé. C'est un petit papillon d'une envergure de 26 mm à 30 mm aux ailes orange vif bordées de marron. Le mâle présente au recto de l'aile antérieure une grande ligne androconiale noire. Les massues antennaires sont orange contrairement à celles de l'Hespérie du dactyle qui sont noires,,.

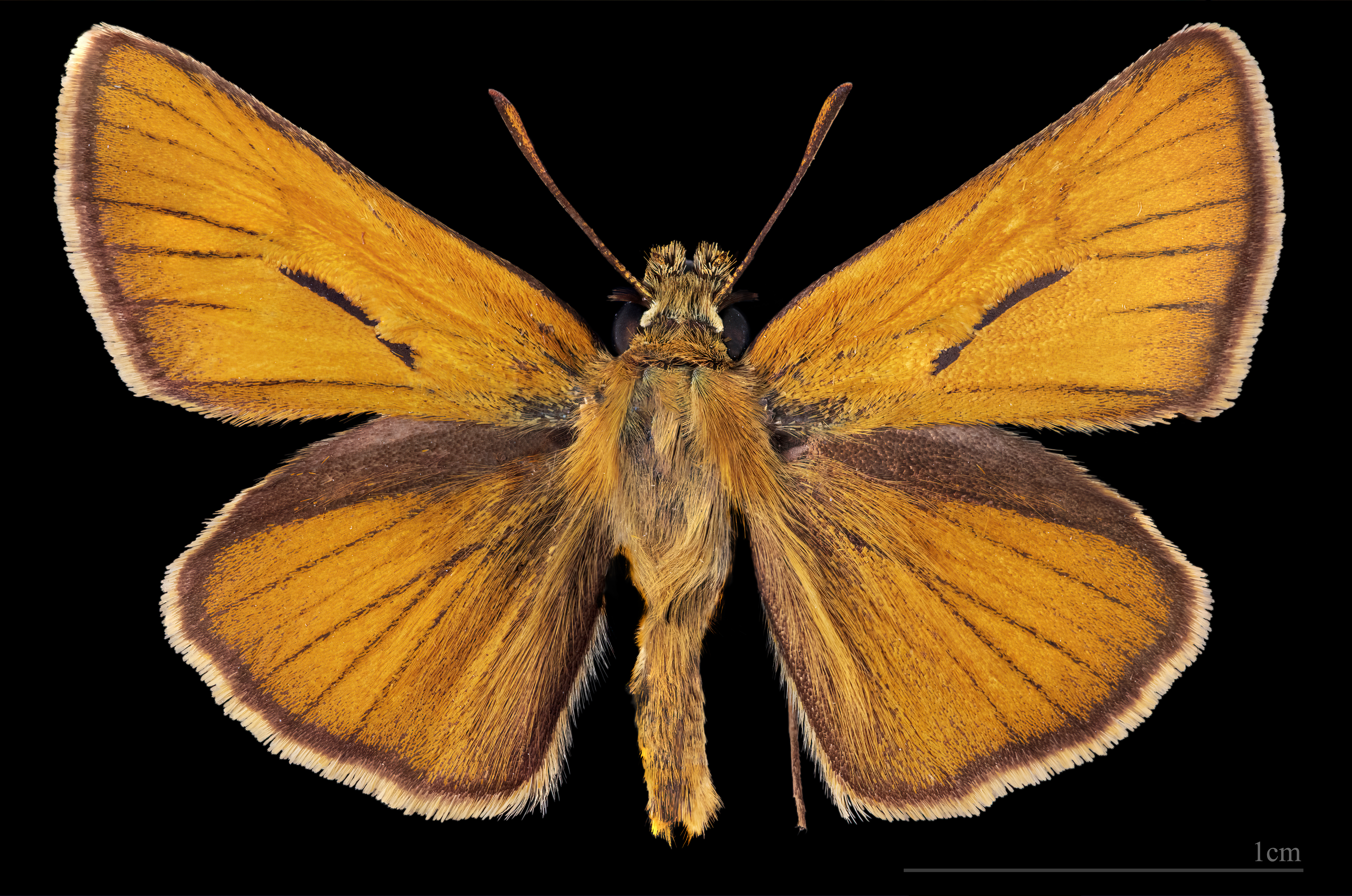
Thymelicus sylvestris ♂  (dorsal) MHNT.
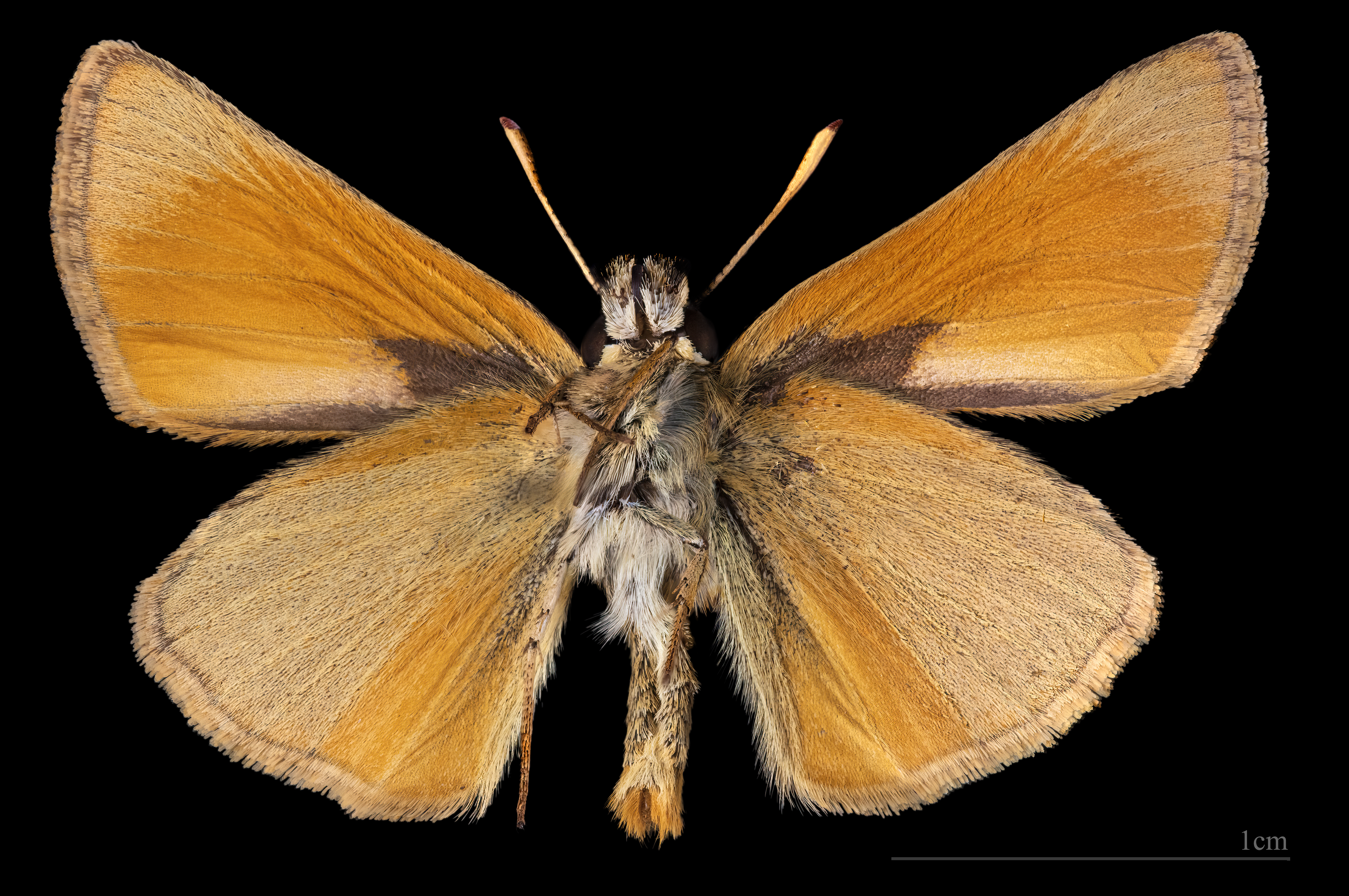
Thymelicus sylvestris  ♂  (ventral) △.

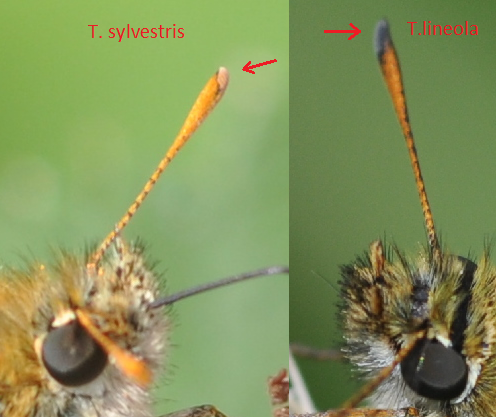
Différencier T. lineola et T. sylvestris : comparer les massues antennaires.
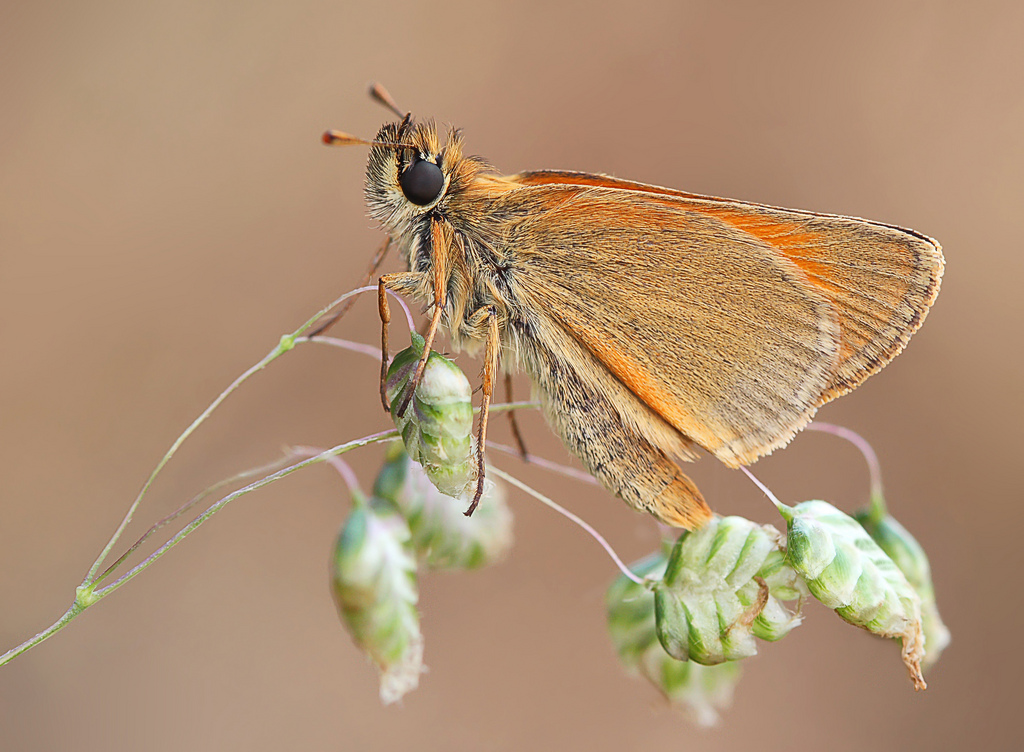
Hespérie de la houque.
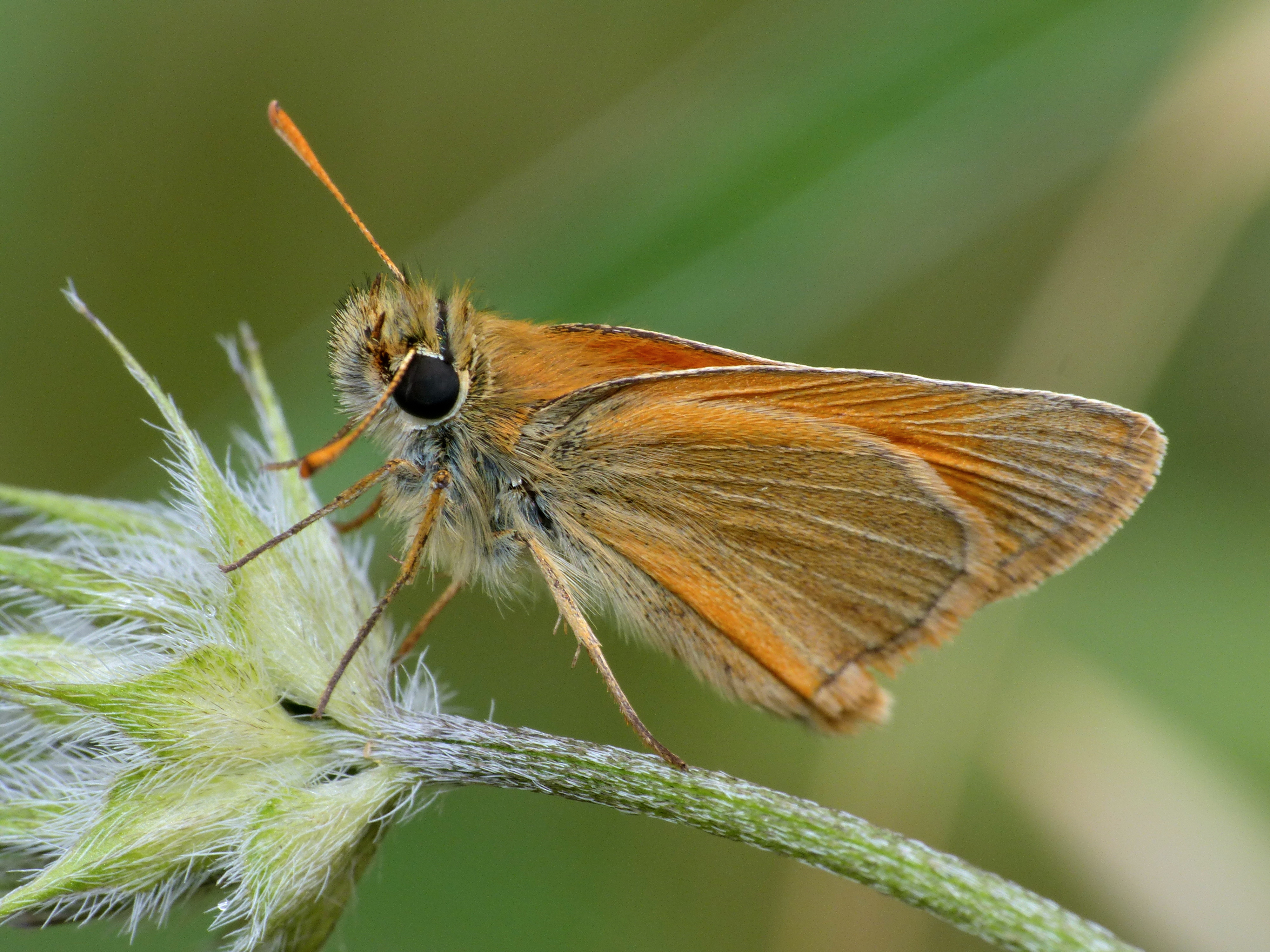
Thymelicus sylvestris (Cantabria, Espagne).
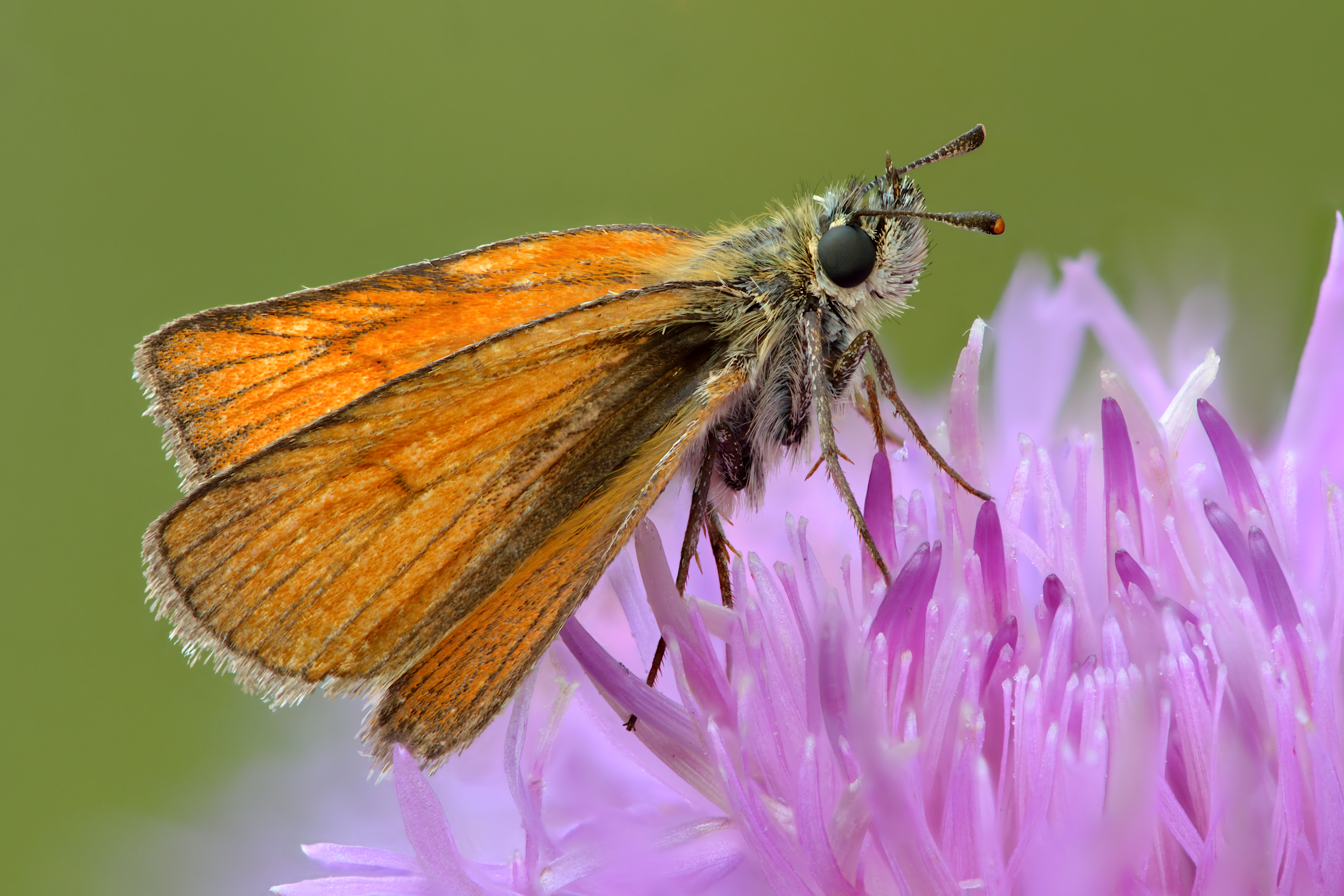
Femelle dans le comté de Harju, Estonie.
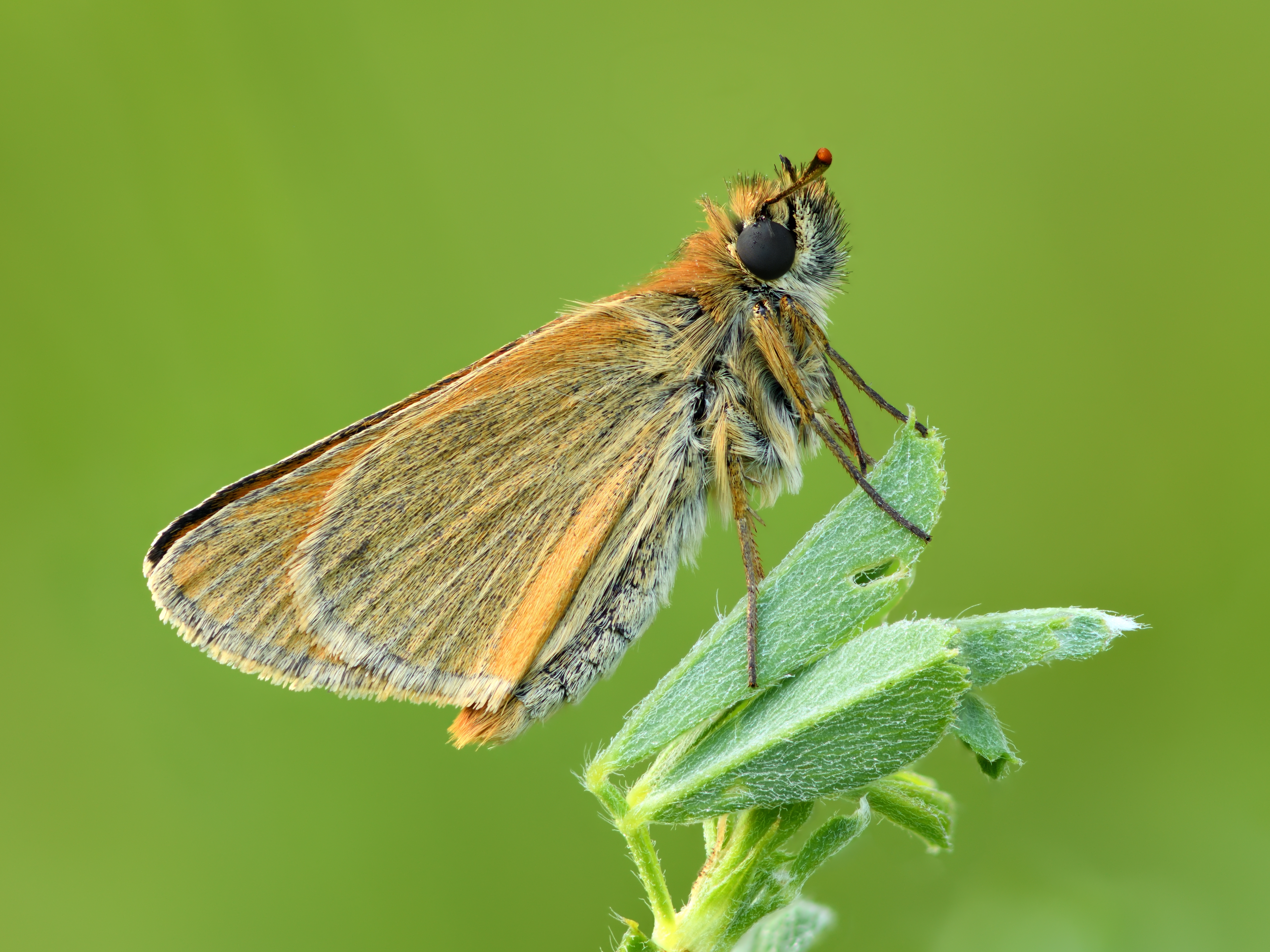
Encore une en Estonie.

## Biologie

### Période de vol et hivernation
L'Hespérie de la houque vole en une seule génération de début mai à août.
Elle hiverne au stade de chenille formée dans l'œuf.

### Plantes hôtes
Les plantes hôtes de sa chenille sont de nombreuses poacées (graminées), dont Brachypodium sylvaticum, Deschampsia, Holcus, (Holcus lanatus et Holcus mollis), Oryzopsis, Phleum (Phleum arvense et  Phleum pratense),.

## Écologie et distribution
L'Hespérie  de la houque  réside en Afrique du Nord, dans toute l'Europe sauf l'Irlande, le nord de l'Angleterre et de la Scandinavie, et tout le Moyen-Orient,.
L'Hespérie de la houque est présente dans toute la France métropolitaine sauf en Corse.

### Biotope
L'Hespérie de la houque réside dans les friches, les prairies fleuries, au bord des routes.

### Protection
Pas de statut de protection particulier.